# Velayat-E-Eshq (Fernsehserie)
Velayat-E-Eshq (persisch ولایت عشق, deutsch Herrschaft der Liebe) ist eine iranische Geschichtsdrama-Fernsehserie aus dem Jahr 2000 über das Leben des achten Imams der Schiiten, Imam ʿAlī ibn Mūsā ar-Ridā.

## Darsteller
- Farokh Nemati als Imam Reza
- Mohammad Sadeghi als Al-Ma'mun
- Merila Zarei als Golnaz
- Danial Hakimi als Amr ibn Raja
- Bizhan Emkanian als Ibn Aghil
- Davoud Rashidi als Al-Fadl ibn al-Rabi
- Enayatollah Bakhshi als Isa Jalodi
- Fathali Oveisi als Raja Ibn Abi Dahhak
- Rambod Javan als Al-Amin
- Farimah Farjami als Zubaidah
- Bita Farrahi als Azardokht
- Kazem HajirAzad als Ibn Abi Imran
- Valiollah Momeni als Tahir ibn Husayn